# Mazama bororo
Mazama bororo (Мазама бороро) — вид ссавців з родини Оленеві (Cervidae).

## Опис
Хоча розмір і структура M. bororo найбільш схожа на Mazama nana, його забарвлення дуже схоже на Mazama americana. Вид зовні нагадує гібрид між цими двома видами, але відрізняється від обох і їх гібридів каріотипом.

## Поширення
Перша популяція диких тварин була виявлена в Національному парку Intervales в період між 2000 і 2002 роками. З тих пір він був описаний тільки з дев'ять ділянок проживання. M. bororo, здається, обмежується біомом атлантичного лісу, між паралелями 23° і 26° південної широти і меридіанами 47° і 50° з.д. Цей діапазон простягається вздовж південної частини штату Сан-Паулу, на сході Парани і крайньому північному сході штату Санта-Катаріна (Бразилія). Єдине придатне дослідження населення проведене в Національному парку Intervales, де оцінена щільність 1,5 особин/км ² (вважається оптимальною в добре захищених областях). Зниження щільності (0,5 особи/км²) були віднесені до інших районів. Ці значення генерують оцінки загального числа 8500 дорослих особин (Vogliotti and Duarte 2010, 2012). Вид є ендеміком тропічних і субтропічних вологих широколистяних лісів атлантичного лісу. Рельєф варіюється від рівня моря прибережних рівнин до місцевості крутого рельєфу і пагорбів вище 1200 метрів. Клімат в регіоні вологий субтропічний, з переходом на високогірний вологий субтропічний. 

## Поведінка
Веде сутінковий і нічний спосіб життя і, здається, більш активний протягом літнього сезону дощів. Деякі докази плодоїдності забезпечуються фотопастками. 

## Відтворення
Оленята були записані в період з вересня по лютий.

## Загрози та охорона
Основні загрози: браконьєрство, втрата середовища проживання і фрагментація, пов'язані зі змінами в землекористуванні, хижацтва домашніми і дикими собаками. Можлива загроза: інфекційні хвороби великої рогатої худоби. 
Тварина перебуває в Національному офіційному списку зникаючих видів фауни і списку штату Парана.